# Verdi pascoli
Verdi pascoli (The Green Pastures) è un film del 1936 per la regia di Marc Connelly e William Keighley.
Il film è l'adattamento cinematografico dell'opera teatrale omonima, premiata con il Premio Pulitzer per la drammaturgia.

## Trama
Il film riadatta le sacre scritture dell'Antico Testamento e specialmente la storia di Noè, narrando la storia con protagonisti dei contadini americani.